# Gastrotheca excubitor
Gastrotheca excubitor es una especie de anfibios de la familia Amphignathodontidae.
Es endémica del Perú.

## Hábitat
Su hábitat natural incluye montanos tropicales o subtropicales secos, jardines rurales y zonas previamente boscosas ahora muy degradadas.
Está amenazada de extinción por la pérdida de su hábitat natural.